# Regimento de Infantaria N.º 3
O Regimento de Infantaria N.º 3 (RI3) MOVM • MPCG é um orgão de base do Exército Português, com sede em Beja. O RI3 é um elemento da Componente Fixa do Sistema de Forças do Exército, dependente da Brigada de Reação Rápida.
Presentemente, o RI3 não tem encargos permanentes para com a Componente Operacional do Sistema de Forças, limitando-se a aquartelar e dar apoio às unidades operacionais que se deslocam à região de Beja para a realização de exercícios. Até 2002, tinha, como encargo operacional, o aprontamento do 2º Batalhão de Infantaria Motorizada da Brigada Ligeira de Intervenção, o qual constituiu o núcleo do Agrupamento Alfa, enviado para a Bósnia e Herzegovina.

## Organização
O RI3 é um regimento comandado por um coronel, dependente do comandante da Brigada de Reação Rápida. Inclui:
- Comando,
  - Secção de Pessoal,
  - Secção de Logística,
  - Secção de Operações, Informações e Segurança (SOIS),
  - Companhia de Comando e Serviços.

## História
O atual RI3 tem origem no Regimento de Infantaria N.º 22 criado em Portalegre em 1864. O RI22 dispunha de aquartelamentos em Portalegre e em Elvas. Em 1927, o RI22 é transferido para Évora, passando a designar-se "Regimento de Infantaria N.º 16", na sequência da extinção do anterior RI16 sediado em Lisboa. Em 1975, o RI16 passa a designar-se "Regimento de Infantaria de Évora (RIEV)". Em 1977, o RIEV é transferido para Beja, passando a designar-se "Regimento de Infantaria de Beja (RIBE)".
Em Beja, o RIBE passa a ocupar o aquartelamento do antigo Regimento de Infantaria N.º 3, que havia sido extinto em 1975 e cujas tradições haviam sido herdadas pelo RIEV. Por sua vez, o RI3 tinha origem no Regimento de Infantaria N.º 17, criado em Beja em 1864. Na sequência da extinção do antigo RI3 de Viana do Castelo, em 1937, o RI17 passou a designar-se "Regimento de Infantaria N.º 3", mantendo esta designação até à sua extinção em 1975.
Em 1993, o RIBE passou a designar-se "Regimento de Infantaria N.º 3".
O Dia do Regimento de Infantaria N.º 3 comemora-se a 11 de Maio.